# LED art

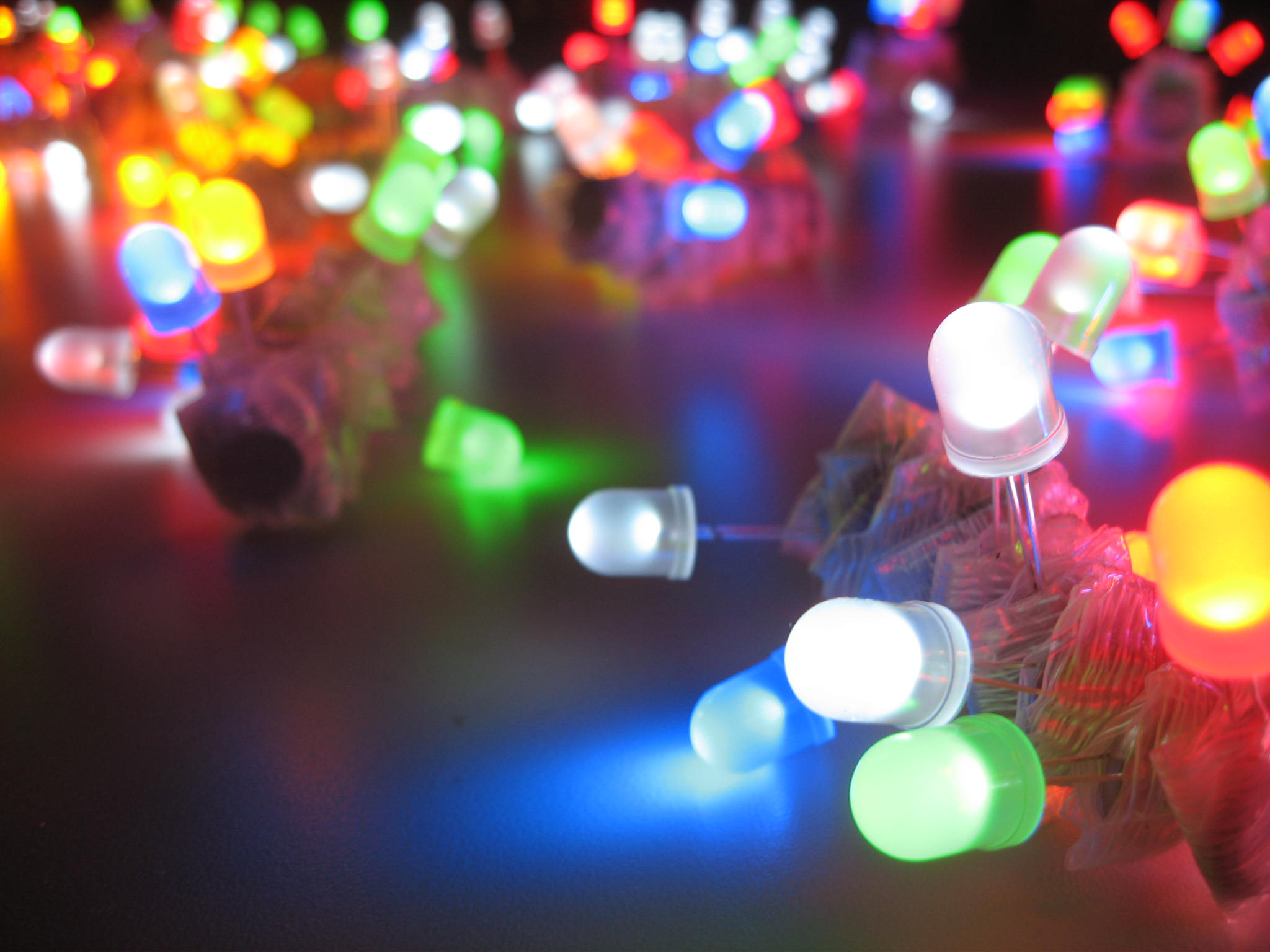
LED throwies

LED art jest formą sztuki światła, skonstruowanej z emitujących światło diod elektroluminescencyjnych (ang. light-emitting diodes). Wielu artystów używających LED określanych jest guerilla artist, aranżujących tymczasowo przestrzeń publiczną. LED stało się częścią powszechnie znanego street artu. Zastosowanie znalazło również w rzeźbie, instalacji, pracach interaktywnych, jak i również w komercyjnej reklamie.

## LED rzutki
Przez przyczepienie do baterii zasilającej diody magnesu można stworzyć tzw. LED rzutki (ang. LED throwies). Dzięki temu świecące obiekty przyczepiają się do wszystkich metalowych elementów. Artyści używają ich do nie-destruktywnych akcji w publicznej przestrzeni. Rzucają je na pomniki, rzeźby, czy na inne elementy infrastruktury miejskiej, tworząc napisy, symbole, czy po prostu układy światełek w celu urozmaicenia szarej metalowej części miast.

## LED akcja
Na początku 2007 roku w Bostonie w USA zanotowano podejrzenie podłożenia bomby. Był to element kampanii reklamowej stworzonej przez artystów guerilla. Agencja pracująca dla Turner Broadcasting System Inc. promowała Aqua Teen Hunger Force, jedną z sieciówek telewizyjnych show. Agencja zatrudniła dwóch artystów Petera Berdovsky’ego i Seana Stevensa, którzy wyświetlili na wielkich diodowych ekranach ustawionych w mieście, postacie 2D stylizowane na wzór grafiki gier Atari zwane (ang. Mooninites). Postacie z księżyca ogłaszają zamknięcie wszystkich głównych dróg i autostrad w celu przeprowadzenia dochodzenia. Miasto zostało częściowo sparaliżowane, ludzie wpadali w panikę. Mimo że, cała akcja była zaledwie kolejnym trikiem reklamowym, zresztą powszechnie stosowanym w przeszłości, szczególnie w Stanach, lokalne władze oraz społeczności nie kryły oburzenia.
Po tygodniu od umieszczenia reklam sam burmistrz miasta zgłosił pozew do sądu. Agencja usunęła reklamy i przeprosiła za nieporozumienie. W ramach rekompensaty agencja zapłaciła milion dolarów policji (koszty śledztwa) i kolejny milion dla państwowego centrum rehabilitacji.

## LED artyści/grupy
- Jenny Holzer(inne języki) – jedna z bardziej znanych artystek używających LED w swoich pracach.
- CellPhoneDisco – instalacja działająca przy użyciu pola magnetycznego. Kiedy dzwoni telefon, wielkie pola diodowe włączają się.
- Kevin McCormick – artysta użył diod do stworzenia ogromnych sfer przypominających kule dyskotekowe.
- GreenPix – Zero Energy Media Wall – grupa stworzyła wielki ekran o niskiej rozdzielczości dla artystów, w celu publikowania ich prac.